# Större mushjort
Större mushjort (Tragulus napu) är ett däggdjur i familjen mushjortar (Tragulidae) som förekommer i Sydostasien.

## Utseende och anatomi
Djuret är något större än den mindre mushjorten (Tragulus javanicus) men är ändå ett av de minsta partåiga hovdjuren på jorden. Kroppslängden ligger vanligen vid 70 till 75 cm och därtill kommer en 8 till 10 cm lång svans. Mankhöjden varierar mellan 30 och 35 cm och vikten är ungefär 5 till 8 kg. Pälsen har på ovansidan en orangebrun färg och buken är ljusare eller vitaktig. Vid underkäken finns ofta brun-vita mönster. Extremiteterna är i jämförelse till den robusta bålen påfallande smala. Huvudet kännetecknas av stora ögon och naken svart nos. Liksom andra mushjortar saknar arten horn. Istället har de förstorade hörntänder som hos hannar ofta är synliga utanför munnen.

## Taxonomi
Artens taxonomi var liksom klassificeringen av hela släktet Tragulus länge oklart. Fram till början av 1940-talet listades till exempel de större släktmedlemmarna till Tragulus javanicus (som nu har det svenska trivialnamnet mindre mushjort) och de mindre fördes som Tragulus kanchil. Tragulus napu var bara en underart eller ett synonym till Tragulus javanicus. Efter en revision blev Tragulus javanicus en av de mindre arterna och de större exemplaren flyttades till Tragulus napu, förutom ett fynd från nordöstra Thailand, som blev arten Tragulus williamsoni.

## Utbredning och habitat
Större mushjort lever i Sydostasien på Malackahalvön, Sumatra, Borneo och mindre öar i samma region. Populationen i Vietnam, Kambodja och dessa delar av Myanmar och Thailand som inte tillhör Malackahalvön listas idag som självständig art. Habitatet utgörs av skogar med tät undervegetation och buskmark, ofta i närheten av vattenansamlingar. I bergstrakter finns arten ungefär upp till 1 000 meter över havet.

## Levnadssätt
Arten är aktiv på natten och mycket sällsynt då den har bra förmåga att gömma sig. De skapar stigar för en bättre framkomlighet. Utanför parningstiden lever varje individ ensam och de markerar sina revir med urin, avföring samt vätska från körtlarna vid underkäken.
Större mushjort livnär sig främst av växtdelar som blad och frukter som kompletteras med några smådjur som insekter.
Efter att honor blev könsmogna kan de vara dräktiga nästan hela livet. De parar sig redan 1,5 till 3 timmar efter ungarnas födelse på nytt. Dräktigheten varar i 152 till 155 dagar och sedan föds vanligen ett enda ungdjur, sällan tvillingar. Ungen är vid födelsen full utvecklad och kan redan en stund efteråt gå. Honan diar cirka två till tre månader och efter ungefär 4,5 månader är ungen könsmogen. Livslängden går upp till 14 år.
Artens naturliga fiender utgörs av rovdjur, rovfåglar och större kräldjur.

## Större mushjort och människor
Några individer hölls i Sydostasien som husdjur. Befolkningen i regionen jagar större mushjort i mindre skala för köttets skull. Det största hotet är däremot habitatförstörelsen. IUCN listar arten som livskraftig (least concern) på grund av ett jämförelsevis stort bestånd.